# Echinonematinae
Die Echinonematinae sind eine Unterfamilie der Spulwürmer mit 18 Arten. Sie sind Parasiten bei australischen Beuteltieren.

## Merkmale
Die Unterfamilie hat die Eigenschaften der Seuratidae. Charakteristika sind die etwa in der Mitte des Körpers liegende Vulva, das zu einem Kopfkolben angeschwollene und mit großen Dornen besetzte Vorderende sowie die langen Spicula.

## Systematik
Zur Unterfamilie gehören drei Gattungen:
- Inglechina Chabaud, Seureau, Beveridge, Bain & Durette-Desset, 1980
- Linstowinema Smales, 1997
- Seurechina Chabaud, Seureau, Beveridge, Bain & Durette-Desset, 1980